# María Zambrano
Maria Zambrano (1904-1991) var en spansk filosof og den første kvindelige modtager af Miguel de Cervantesprisen.
Maria blev født d. 22 april 1904 i Vélez-Málaga, Spanien. Hun er datter af Blas José Zambrano García de Carabante og Araceli Alarcón Delgado.
Zambrano læste under José Ortego y Gasset og underviste i metafysik på Madrid Universitet og på Instituto Cervantes fra 1931 til 1936.